# Кано (село)
Кано (нем. Caneau, также Кубанское, Ней-Кано, Новое Кано, Солёная Куба) — село в Старополтавском районе Волгоградской области России, административный центр Кановского сельского поселения.
Основано в 1860 году
Население — 407 (2010)

## История
Основано в 1860 году как немецкая колония выходцами из Щербаковки (Мюльберг), Буйдакова Буерака (Шваб), Верхней Добринки (Дрейшпиц), Верхней Кулалинки (Гольштейн), Нижней Добринки, Ключей (Моор). Наименование получила по имени барона Борегарда (фр. le Baron de Canea de Beauregard). До 1914 года — в составе Торгунской, а с 1914 года — Нестеровской волости Новоузенского уезда Самарской губернии. По церковно-административному делению колония относилась к лютеранскому приходу Гнадентау.
В 1888 году в селе имелось всех жилых построек — 98, из них деревянных — 28, из сырцового кирпича — 70; торгово-промышленных заведений — 3, питейных — 1.
После образования в 1918 году трудовой коммуны (автономной области) немцев Поволжья село Кано входило сначала в Торгунский район Ровенского уезда (до ликвидации уездов в 1921 г.); 15 мая 1921 года декретом ВЦИК РСФСР Торгунский район был переименован в Палласовский район, а в 1922 г. преобразован в Палласовский кантон. С 18 января 1935 года, после выделения Гмелинского кантона из Палласовского, и до ликвидации АССР немцев Поволжья село Кано относилось к Гмелинскому кантону АССР НП. В советский период село Кано являлось административным центром Канского сельского совета.
В 1926 году в селе имелась кооперативная лавка, сельскохозяйственное кредитное товарищество, начальная школа, пункт ликбеза, изба-читальня. В 1926 году в Канский сельсовет входило одно село Кано. В марте 1930 года в Кано произошло массовое выступление жителей против раскулачивания.
28 августа 1941 года был издан Указ Президиума ВС СССР о переселении немцев, проживающих в районах Поволжья. Немецкое население депортировано, село Кано в составе Гмелинского района отошло к Сталинградской области.

## Физико-географическая характеристика
Село Кано расположено в степи, в Заволжье, на левом берегу реки Солёная Куба, на высоте 23 метра над уровнем моря. Рельеф местности равнинный. Почвы каштановые
Расстояние до районного центра села Старая Полтавка составляет 17 км, до областного центра города Волгограда — 300 км, до ближайшего крупного города Саратова — 170 км. Ближайшая железнодорожная станция Гмелинская (Приволжская железная дорога, линия Красный Кут — Астрахань) расположена в 21 км к юго-востоку от села.
Климат
Климат умеренный континентальный (согласно классификации климатов Кёппена — Dfa). Многолетняя норма осадков — 357 мм. Наибольшее количество осадков выпадает в июле — 40 мм, наименьшее в марте — 19 мм. Среднегодовая температура положительная и составляет + 7,1 °C, средняя температура самого холодного месяца января −9,8 °C, самого жаркого месяца июля +23,4 °C.
Часовой пояс
Кано, как и вся Волгоградская область, находится в часовой зоне МСК (московское время). Смещение применяемого времени относительно UTC составляет +3:00.

## Население
Динамика численности населения по годам:
| 1987 | 2002 |
| ---- | ---- |
| ≈540 | 520  |

| 1860 | 1883 | 1888  | 1897  | 1904  | 1908  | 1910  | 1920  |
| ---- | ---- | ----- | ----- | ----- | ----- | ----- | ----- |
| 239  | ↗425 | ↗721  | ↗739  | ↗1268 | ↗1484 | ↗1535 | ↘1349 |
| 1922 | 1923 | 1926  | 1931  | 2010  |       |       |       |
| ↘740 | ↗951 | ↗1075 | ↗1176 | ↘407  |       |       |       |